# Herisau
Herisau is de hoofdstad van het Zwitsers kanton Appenzell Ausserrhoden.
De gemeente telt 15.342 inwoners en ligt op 745 meter hoogte (station) en beslaat 2517 hectare (25.17 km²).
De rivier de Glatt loopt door Herisau. De gemeente grenst aan de noordzijde aan het kanton Sankt Gallen.
In 837 werd de stad de eerste keer in de literatuur genoemd. Het behoorde bij het bezit van het klooster Sankt Gallen. Het is pas sinds 1877 de hoofdstad van het kanton, daarvoor was de hoofdstad Trogen.
Bezienswaardigheden zijn, onder andere, het oude en nieuwe raadhuis, verschillende bronnen en oude gebouwen in de stad, de laat-gotische evangelische kerk (gebouwd van 1516 tot 1520) en overdekte houten bruggen.

## Geboren
- Susi Eppenberger (1931-2023), politica
- Hans Ulrich Baumberger (1932-2022), ondernemer, rechter en politicus
- Kaitlyn McGregor (1994), langebaanschaatsster

## Overleden
- Johann Jakob Tobler (1854-1936), politicus